# ليدي داينامايت
ليدي داينامايت (بالإنجليزية: Lady Dynamite) مسلسل كوميدي أمريكي، من إعداد بام برادي وميتش هورتويز، يُتابع المسلسل حياة ماريا بامفورد. في 20 مايو، 2016، توفر الموسم الأول كاملاً للعرض على نتفليكس، في 27 يوليو، جدد المسلسل لموسم ثان.

## الممثلين والشخصيات

### شخصيات رئيسية
- ماريا بامفورد بدور نفسها
- فريد ميلاميد بدور بروس بين، مدير أعمال ماريا
- ماري كاي بلايس بدور مارلين بامفورد والدة ماريا

## وصلات خارجية
- الموقع الرسمي
- ليدي داينامايت على موقع IMDb (الإنجليزية)
- ليدي داينامايت على موقع ميتاكريتيك (الإنجليزية)
- ليدي داينامايت على موقع روتن توميتوز (الإنجليزية)
- ليدي داينامايت على موقع نتفليكس (الإنجليزية)
- ليدي داينامايت على موقع كينوبويسك (الروسية)
- ليدي داينامايت على موقع ألو سيني (الفرنسية)
- ليدي داينامايت على موقع قاعدة بيانات الفيلم (الإنجليزية)